# Ляхтеров, Николай Григорьевич
Николай Григорьевич Ляхтеров (21 апреля 1905 года, Могилёв — 11 марта 1998 года, Москва) — разведчик, генерал-майор (1954), кандидат военных наук.

## Биография
Родился в крестьянской семье.
В 1919 году окончил реальное училище.
Член ВКП(б) с 1930 года.
В РККА с сентября 1922 года. В октябре 1923 году окончил 4-е Могилёвские пехотные командные курсы. Служил командиром отделения, старшиной роты, командиром взвода 31-го стрелкового полка 11-й стрелковой дивизии. В 1925 году окончил Курсы войсковой маскировки при Военно-инженерных курсах усовершенствования РККА. В 1926—1928 годах — курсант Киевской объединённой военной школы. Командовал взводом 12-го стрелкового Туркестанского полка, в 1928—1932 — командир курса Военно-технической школы ВВС РККА.
В 1932 году поступил на западное отделение Специального факультета Военной академии имени М. В. Фрунзе, после окончания которой в феврале 1936 год направлен на работу в Разведывательное управление Штаба РККА. Находился в распоряжении 1-го (западного) отдела Разведуправления РККА, с октября 1936 года — секретный уполномоченный, с июля 1938 года — начальник отделения 1-го отдела. Позднее занимал должности заместителя начальника 1-го отдела 5-го Управления РККА (май 1939 — июнь 1940), резидента 5-го Управления в Будапеште (июнь 1940 — июнь 1941), начальник 6-го отдела Разведупра Генерального штаба РККА (июнь — октябрь 1941), резидент ГРУ в Анкаре (октябрь 1941 — ноябрь 1945), заместителя начальника Военно-дипломатической академии Советской Армии по науке и учебной работе (апрель 1946 — декабрь 1956), начальника 4-го Управления ГРУ Генштаба ВС СССР (декабрь 1956 — сентябрь 1959), заместителя начальника Военно-дипломатической академии по науке и учебной работе (сентябрь 1959 — июль 1963).

## Награды
- Орден Ленина.
- 3 ордена Красного Знамени.
- Орден Отечественной войны I степени.
- Орден «Знак Почёта».